# Ctenochira himachala
Ctenochira himachala là một loài tò vò trong họ Ichneumonidae.